# TRPV5
کانال کاتیونی پتانسیل گذرا گیرندهٔ غشاء، زیرگروه ۵ عضو ۵ (انگلیسی: Transient receptor potential cation channel subfamily V member 5) یا به اختصار «TRPV5» یک کانال کلسیمی پروتئینی است که در انسان توسط ژن «TRPV5» کُدگذاری می‌شود.
این مجرای یونی دارای چندین مکان برای فسفریلاسیون و گلیکوزیلاسیون است و همچون TRPV6 در سلول‌های بافت پوششی کلیه و لوله گوارش بیان می‌شود (بیشتر در کلیه که در آنجا نقش مهمی در بازجذب کلسیم ایفا می‌کند، حال آنکه TRPV6 بیشتر در روده بیان می‍شود). مولکول کلوتو قادر است با حذف سیالیک اسید TRPV5 را فعال کند.

## اهمیت بالینی
به‌طور معمول، حدود ۹۵٪ تا ۹۸٪ از کلسیم دفع شده از خون، توسط کلیه، توسط لوله کلیوی با واسطه TRPV5، بازجذب می‌شود. حذف ژنتیکی TRPV5 در موش منجر به از دست دادن کلسیم در ادرار و در نتیجه پرکاری پاراتیروئید و از دست دادن استخوان می‌شود.
اکونازول مهارکنندهٔ ضعیف این پروتئین و پروتئین TRPV6 است.

## برای مطالعهٔ بیشتر
- Vennekens R, Droogmans G, Nilius B (September 2001). "Functional properties of the epithelial Ca2+ channel, ECaC". General Physiology and Biophysics. 20 (3): 239–53. PMID 11765215.
- Heiner I, Eisfeld J, Lückhoff A (2004). "Role and regulation of TRP channels in neutrophil granulocytes". Cell Calcium. 33 (5–6): 533–40. doi:10.1016/S0143-4160(03)00058-7. PMID 12765698.
- Nijenhuis T, Hoenderop JG, Bindels RJ (October 2005). "TRPV5 and TRPV6 in Ca(2+) (re)absorption: regulating Ca(2+) entry at the gate". Pflügers Archiv. 451 (1): 181–92. doi:10.1007/s00424-005-1430-6. PMID 16044309. S2CID 41267019.
- Mensenkamp AR, Hoenderop JG, Bindels RJ (2007). "TRPV5, the gateway to Ca2+ homeostasis". Transient Receptor Potential (TRP) Channels. Handbook of Experimental Pharmacology. Vol. 179. pp. 207–20. doi:10.1007/978-3-540-34891-7_12. ISBN 978-3-540-34889-4. PMID 17217059.
- Schoeber JP, Hoenderop JG, Bindels RJ (February 2007). "Concerted action of associated proteins in the regulation of TRPV5 and TRPV6". Biochemical Society Transactions. 35 (Pt 1): 115–9. doi:10.1042/BST0350115. PMID 17233615.